# Seyd Aviyeh
Seyd Aviyeh (em persa: صيداويه, também romanizada como Şeyd Āvīyeh) é uma aldeia do distrito rural de Shalahi, no condado de Abadan, na província de Khuzistão, Irã.
Segundo o censo de 2006, sua população era de 1 926 habitantes, em 386 famílias.